# Cantó de Tsingoni
El cantó de Tsingoni és un cantó francès del departament d'ultramar de Mayotte. Abasta el municipi de Tsingoni.

## Història
| Data d'elecció                           | Identitat      | Partit         | Qualitat |
| ---------------------------------------- | -------------- | -------------- | -------- |
| 2008-                                    | Issoufi Hamada | Sense etiqueta |          |
| les dades anteriors no són pas conegudes |                |                |          |
|                                          |                |                |          |